# Amerikanka
Amerikanka (russisk: Американка) er en russisk spillefilm fra 1997 af Dmitrij Meskhijev.

## Medvirkende
- Natalja Danilova som Tanja
- Nina Usatova som Matilda
- Viktor Bytjkov som Tretjakov
- Andrej Krasko
- Aleksandr Polovtsev som Jasja